# Казашко
Казашко е село в Североизточна България, област Варна, най-малкото населено място в община Варна.

## История
В селото живее компактна общност от потомци на руски имигранти некрасовци. През втората половина на XVII век религиозните реформи на руския патриарх Никон Московски и европеизацията на Руското царство по времето на Петър Велики прокужда много староверци извън пределите на Русия. В Казашко населението е съставено предимно от потомци на руски старообредци, намерили убежище при донските и кубански казаци. Начело с казашкия атаман Игнат Некрасов се заселват предимно по поречието на Дунав, а малки групи достигат Мала Азия.
Промените застигат казаците-старообредци и във Влашко, където живеят известно време необезпокоявани от никого. Започва оформяне на граждански регистри, ваксиниране на войниците и други повинности, които имигрантите не приемат и смятат за ерес.
През 1905 г. Матвей Русов тръгва със семейството си от Саръкьой (окръг Тулча) към Османската империя при други староверци. Пътят му го отвежда до брега на Варненското езеро, където се установява и развива поминъка си от риболов. По-късно пристигат още семейства от Тулча, Журиловка и Каркалиу и през 1908 г. селото е признато с указ на Фердинанд I Български за населено място под името Казашка махала. През 1937 г. Министерството на благоустройството одобрява благоустройствения правилник на селото. С това название е познато до 1952 г., когато официално се наименува Казашко.
До 1949 г. в селото не са позволени смесените бракове, докато казакът Карней Григоров не довежда за първа българска снаха Живка.

## География
Село Казашко е разположено на северния бряг на Варненското езеро, на 6 километра западно от Варна.
Общата му площ е 168 000 кв. м. На юг граничи с Варненското езеро, северната му граница е железопътната линия Варна – София, на изток е крайбрежната защитена местност „Казашко“, попадаща в екомрежата „Натура 2000“. Селото е в близост до Западната промишлена зона на град Варна.

## Население
Численост на населението според преброяванията през годините:
| \| Година на преброяване \| Численост \| \| --------------------- \| --------- \| \| 1934 \| 257 \| \| 1946 \| 221 \| \| 1956 \| 303 \| \| 1965 \| 312 \| \| 1975 \| 409 \| \| 1985 \| 338 \| \| 1992 \| 340 \| \| 2001 \| 346 \| \| 2011 \| 334 \| \| 2021 \| 318 \| |           |
| Година на преброяване | Численост |
| 1934 | 257       |
| 1946 | 221       |
| 1956 | 303       |
| 1965 | 312       |
| 1975 | 409       |
| 1985 | 338       |
| 1992 | 340       |
| 2001 | 346       |
| 2011 | 334       |
| 2021 | 318       |

Численост и дял на етническите групи според преброяването на населението през 2011 г.:
|                     | Численост | Дял (в %) |
| Общо                | 334       | 100,00    |
| Българи             | 243       | 72,75     |
| Турци               | ?         | ?         |
| Цигани              | –         | –         |
| Други               | 55        | 16,46     |
| Не се самоопределят | ?         | ?         |
| Неотговорили        | 36        | 10,77     |

## Транспорт
Транспортна връзка на селото с Варна е градската автобусна линия 18А, също пътническите влакове, спиращи на гара Тополите, и автобусите на автотранспорта на Девня по линия № 14 Варна – Девня. Движат се на точен час и началната спирка е печатницата във Варна, където спират автобуси по линия 31 за Виница.
На запад от селото в непосредствена близост са пристанище Бон Марин и до него железопътна гара Тополите (самото село Тополи отстои на 1,1 км северно от Казашко и североизточно от гарата).

## Забележителности
Районът около селото е включен в „Натура 2000“. Има обширни площи с тръстика и брезови горички, обитавани от разнообразие от птици.
Ежегодно, дни преди Голяма Богородица, село Казашко празнува Деня на моряка и рибаря. Датата на празника, наричан също Посрещане на рибаря, всяка година се мени и се определя от кмета на селото.
Там се намира храм „Покров Богородичен“ (Церковь Покрова Пресвятой Богородицы) – единствената в България старообредна (староверска) руска църква, която е на подчинение на Руската древноправославна църква (Русская древлеправославная церковь). В селото фукционира читалище „Михаил Шолохов“.